# Ophiorrhiza tirunelvelica
Ophiorrhiza tirunelvelica är en måreväxtart som beskrevs av Ambrose Nathaniel Henry och Subr.. Ophiorrhiza tirunelvelica ingår i släktet Ophiorrhiza och familjen måreväxter. Inga underarter finns listade i Catalogue of Life.